# 太田圓三
太田 圓三 （おおた えんぞう、太田円三、1881年（明治14年）3月10日 - 1926年（大正15年）3月21日）は明治・大正期の土木技術者・鉄道技師。詩人・木下杢太郎の実兄。動物学者である太田嘉四夫の叔父。

## 人物
静岡県田方郡伊東町（現在の伊東市）出身。東京府立一中、一高を経て、1904年に東京帝国大学工科大学土木工学科を卒業。大学では広井勇に師事。逓信省鉄道作業局（後の鉄道院→鉄道省）に入省。1910年から2年間、欧米に留学。1923年の関東大震災後、帝都復興院土木局長に抜擢される。
帝都復興院では、隅田川六大橋（下流から相生橋、永代橋、清洲橋、蔵前橋、駒形橋、言問橋）をはじめとする「震災復興橋梁」の建設を、橋梁課長の田中豊と共に主導した。
また、弟（木下杢太郎）が詩人であり、自身も文学を志したことがあったことから、橋梁のデザインについて文学者・画家などの意見を聴いたり、山田守・山口文象ら建築家との協働も行った。
また、アメリカ人技術者を雇って、ニューマチックケーソン工法を橋梁の基礎工法として本格的に導入した。
親友の十河信二とともに巻き込まれた、土地売買に関わる贈収賄疑惑（復興局疑獄事件）にて自殺した。
復興局跡地のそばに架かる神田橋近くに記念碑が残る。

## 栄典
- 1926年（大正15年）3月21日 - 帝都復興記念章[2]

## 演じた俳優
- 小市慢太郎 - 「復興せよ! 後藤新平と大震災2400日の戦い」（2012年1月22日、讀賣テレビ放送制作のドキュメンタリードラマ）

## 関連人物
- 十河信二
- 金井清
- 木下杢太郎
- 太田嘉四夫